# فيصل الأتاسي

أحد القواد العسكريين السوريين. ولد في حمص عام 1917م، لأسرة دينية وسياسية مشهورة. نشأ الأتاسي في مدينته ودرس في مدراسها، ثم انتمى الأتاسي للكلية الحربية وتخرج منها عام 1938، وتدرج في المراكز العسكرية.'
وفي عام 1945م شارك الأتاسي في معركة تلكلخ عام 1945م التي حاصر فيها الدنادشة ثكنة القوات الفرنسية تحت رئاسة علي عبد الكريم الدندشي ومعهم قوات من المتبرعين من غير الدنادشة مثل القائد غسان جديد. واستطاعت المفزرة إجلاء الفرنسيين عن الموقع بعد عدة أيام ورفعوا العلم العربي عليها، فكانت من فاتحة الانتصارات للثورة الوطنية. ولما أعلن قيام الدولة الصهيونية عام 1948م أرسلت سوريا جيشها العربي إلى فلسطين فكان الأتاسي من قواد ذلك الجيش. وفي آب عام 1949 أصبح الأتاسي رئيس شؤون الجيش، وعام 1950 عينه الشيشكلي-نائب رئيس الأركان في ذلك الوقت-آمرا لحامية اللاذقية.
وفي 19 كانون الأول من عام 1949م قام أديب الشيشكلي بانقلاب عسكري أثناء الفترة الرئاسية الثالثة للرئيس الجليل هاشم الأتاسي. ثم قام بانقلاب 29 تشرين الثاني عام 1951م ليضمن سيطرته التامة على الحكم، وبالأخص على وزارة الدفاع، واعتقل رئيس مجلس وزراء الأتاسي، الدكتور معروف الدواليبي، ومعظم أعضاء مجلسه. فقدّم هاشم الأتاسي استقالته للمجلس النيابي وعاد إلى حمص. ونصّب الشيشكلي نفسه رئيساً في 11 تموز عام 1953م، وأصبح الحاكم المطلق والمستبد للبلاد.
وفي حمص باشر الرئيس الجليل بالعمل على جمع فئات الشعب والأحزاب السياسية، وعقدوا في حمص مؤتمراً تعاهدوا فيه على الميثاق الوطني في 4 تموز 1953. ثم أوعز الرئيس الجليل لإبن أخيه العقيد الأتاسي بالتمرد، مؤنباً ومتسائلاً عن من بقي من أحرار البلاد الذين لم ينزل بهم الشيشكلي تنكيله. فحرك هذا نخوة المترجم وحماسته، وكان الشيشكلي قد جعل من الأتاسي آمراً لحامية حلب، ثاني أكبر مدينة في سوريا، وبذلك كان العقيد الأتاسي باسطاً سيطرته على رقعة شاسعة من سوريا الداخلية. بادر الأتاسي إلى اطلاع الضابط أمين أبو عساف على كلمات الرئيس الجليل، والتي أثارت الأخير، وقد سبق أن كان الضابطان قد اجتمعا وتكلما عن رغبة كل منهما في الاشتراك بمحاولة انقلاب تخلص البلاد من الحكم الانفرادي الذي مارسه الشيشكلي.
وبدأ الأتاسي وأبو عساف بالتخطيط لانقلاب جديد والاتصال بالضباط لتأمين مؤازرتهم. وكان الضابط كاظم الزيتوني قد أعلم الضابطين عن رغبته في الانضمام إلى مخططهم فضماه إليهما. وهكذا أمّن الثلاثة سيطرتهم على حاميات مناطق ثلاثة: منطقة دير الزور، وآمرها أبو عساف، منطقة حلب، الواقعة تحت سيطرة العقيد الأتاسي، ومنطقة اللاذقية، وفيها الضابط كاظم الزيتوني مستعد لاعتقال رئيسه عبد الجواد رسلان والأخذ بزمام الأمور، بينما بقيت أغلب قوات دمشق على إخلاصها للشيشكلي وتحت سيطرته. ثم انضم إلى هذه الجماعة من المتآمرين الضابط مصطفى حمدون بإشارة من الأتاسي. وكان زياد الأتاسي، ابن عم المترجم، أحد المخططين للانقلاب كذلك.
وكان يوم 25 شباط 1954م هو اليوم الموعود، فقام العقيد الأتاسي -رئيس الحامية الثانية المرابطة في حلب- بتكليف رئيس الشرطة العسكرية بمهام تشغله عن كشف المؤامرة، واتصل برئيس المكتب الثاني وطلب منه أن يرابط في منزله استعداداً لمقابلة قائد الأتاسي، عمر تمر خان، وقد كان هؤلاء الثلاثة من المخلصين لنظام الشيشكلي، فقد اختارهم الشيشكلي بنفسه لمناصبهم تلك. ثم أقدم الأتاسي على قطع جميع الاتصالات بين المناطق المتآمرة والمناطق غير الثائرة وتأمين خلو الجو من المعارضين والموالين للشيشكلي، وقام باعتقال رئيسه عمر تمر خان، ومحافظ حلب كمال نور الله، ورئيس بلديتها قطره غاسي وغيرهم من الموالين لحكم الشيشكلي، وأخذت المدرعات تحت إمرته مراكزها في الشارع الرئيسي، كما استولت قواته على مباني الحكومة والبريد والإذاعة. وبعد أن تمت السيطرة على الوضع استدعى العقيد الأتاسي قناصل الدول العربية والأجنبية ليعلمهم بسبب الانقلاب ومطالب المنقلبين وأعلن خروجه على حكم الشيشكلي، هوعدم اعترافه بسلطة دمشق.
وكان المنقلبون قد أذاعوا بياناً أعلنوا فيه تمردهم بقيادة مصطفى حمدون من إذاعة حلب، وناشدوا باقي الحاميات أن يقوموا بالمثل، وكان التوقيع على البيان باسم القواد الثلاثة: قواد المنطقة الشرقية (أبو عساف) والشمالية (الأتاسي) والغربية (الزيتوني). وبدأ العسكريون بالانضمام للمنقلبين، وراحت إذاعة «راديو سوريا الحرة» تعلن عن انضمامهم واحداً تلو الآخر، إذ انهالت البرقيات على المنقلبين من حاميات حمص وحوران والبحرية مؤيدة للانقلاب وقواده، وساندها من الجبهة الرائد أمين الحافظ من أعضاء حزب البعث الاشتراكي، وقائد حامية الساحل الغربي عبد الجواد رسلان، وانضم إليهم قائد المنطقة الوسطة العقيد محمود شوكت، وقامت الانتفاضات الشعبية مطالبة باستقالة الشيشكلي، فاضطر الأخير إلى ترك الحكم ومغادرة البلاد. 
ولما شغرت سدة الرئاسة باستقالة الشيشكلي أراد الدكتور مأمون الكزبري، رئيس المجلس النيابي، أن يتولاها ريثما يتم انتخاب رئيس جديد، وقد كان الدستور يمنح رئيس المجلس النيابي سلطات رئيس الجمهورية في موقف كهذا، فأعلن ذلك أمام النواب، وغادر إلى القصر الرئاسي. وما أن سمع العقيد الأتاسي بذلك حتى أمر الطائرات التي كانت تحت قيادته بإلقاء منشورات من سماء دمشق تتوعد الكزبري وشقير وغيرهما ممن أرادوا الاستيلاء على السلطة في خضم الأحداث، وظهر صوته من إذاعة حلب يهاجم المستغلين للوضع هجوما عنيفا، إذ تقرر عدم الاعتراف بعهد الشيشكلي وكل مؤسساته الحكومية، فاضطر هؤلاء للإذعان. ثم تم الإفراج عن المعتقلين السياسيين، ومن هؤلاء كان أبناء عم المترجم، فيضي وعدنان الأتاسيان، واجتمع زعماء البلاد على إثر ذلك في حمص، وأسندوا السلطة الشرعية إلى صاحبها، فعاد الرئيس هاشم الأتاسي الجليل إلى الحكم، ورُدَّ إليه سكنه في القصر الجمهوري. 
وبعد الانقلاب استقال العقيد الأتاسي من مناصبه في الجيش ورشح نفسه نائباً عن حمص، وقد فرض الدستور على المرشحين النيابيين أن يكونوا مدنيين لا عسكريين. وأخفق الأتاسي في الانتخابات إلا أنه «ضرب بذلك المثل على أن العسكري يستطيع أن يعمل في الحقل السياسي، وأن يرشح نفسه ويبلغ الوزارة أو الرئاسة، عن طريق الشعب، وبالطرق الدستورية الشرعية، لا عن طريق القوة والانقلاب وسفك الدماء» كما عبر نذير فنصة في كتابه «النكبات والمغامرات». فكان الضابط الأول الذي احترم التشريع الدستوري والتزم به للوصول إلى إرادته.
وافاه أجله يوم الأحد 15 آذار (مارس) من عام 1998م
"Steel & Silk: Men and Women Who Shaped Syria 1900-2000" by Dr. Moubayed، "Political Encyclopedia of the Middle East" edited by Sela، "Political Dictionary of The Arab World" by Shimoni